# Drapeau du Victoria
 (août 2024).
Si vous disposez d'ouvrages ou d'articles de référence ou si vous connaissez des sites web de qualité traitant du thème abordé ici, merci de compléter l'article en donnant les références utiles à sa vérifiabilité et en les liant à la section « Notes et références ».

Drapeau du Gouverneur

Le drapeau du Victoria est le drapeau officiel de l'État du Victoria, en Australie. Sa version actuelle a été adoptée le 6 mars 1870 par proclamation du gouverneur colonial Frederick Weld
Il s'agit d'un Blue Ensign britannique, avec comme le drapeau national la Croix du Sud mais surmontée d'une couronne impériale, qui est actuellement la couronne de Saint-Édouard. Les étoiles de la Croix du Sud sont blanches et vont de cinq à huit pointes, chaque étoile ayant une pointe pointant vers le haut du drapeau.
Si le drapeau date de 1870, il a pu avoir des variations mineures, la dernière version remontant à 1953. C'est le seul drapeau de l'État australien à ne pas comporter l'insigne de l'État dans un disque rond.

## Précédents drapeaux
Le premier drapeau du Victoria a été approuvé en 1870 et a été hissé sur le HMS Nelson le 9 Février 1870. C'est aussi un Blue ensign britannique avec la croix du sud. Les étoiles de la constellation sont blanches, de cinq à huit branches, mais à la différence actuelle, chaque étoile à une point dirigée dans la partie inférieures du drapeau. L'adoption du drapeau actuel s'est produit quand le Victoria est devenu la première colonie australienne à acquérir un navire de guerre, et par conséquent, en vertu du Colonial Naval Defence Act 1865. Le Victoria eut besoin d'un drapeau pour différencier ses navires des autres colonies britanniques.
Le Victoria approuva l'actuel drapeau en 1877. La représentation de la couronne à varié selon la mode héraldqiue et les désir du monarque de l'époque. Pendant le règne de la reine Victoria, la couronne avait des arcs légèrement inclinés. De 1901 à 1952, pendant les règnes des rois Édouard VII, George V, Édouard VIII et George VI, la représentation de la couronne connue sous le nom de "Couronne Tudor", avec des arcs en dôme, a été utilisée. En 1953, la couronne Tudor a été remplacée par la Couronne de saint Édouard

## Galerie
| Symbole décrivant l'usage, explicité ci-après |
| Drapeau gouverneur du Victoria, 1870–1877     |

| Symbole décrivant l'usage, explicité ci-après |
| Drapeau gouverneur du Victoria, 1877–1903     |

| Symbole décrivant l'usage, explicité ci-après |
| Drapeau gouverneur du Victoria, 1903–1953     |

| Symbole décrivant l'usage, explicité ci-après |
| Drapeau gouverneur du Victoria, 1953–1984     |

| Symbole décrivant l'usage, explicité ci-après |
| Drapeau du, 1870–1877                         |

| Symbole décrivant l'usage, explicité ci-après |
| Victorian red ensign, 1870–1877               |

| Symbole décrivant l'usage, explicité ci-après |
| Drapeau du Victoria, 1877                     |

| Symbole décrivant l'usage, explicité ci-après |
| Drapeau du Victoria, 1877–1901                |

| Symbole décrivant l'usage, explicité ci-après |
| Drapeau du Victoria, 1901–1953                |